# Jeanne Manford
Jeanne Manford (Queens, Nueva York, 4 de diciembre de 1920  - Daly City, California, 8 de enero de 2013) fue una maestra y activista estadounidense.
Manford fundó en 1972 Parents, Families and Friends of Lesbian and Gay, un colectivo de familiares y amigos de lesbianas y gais que en la actualidad se extiende por 12 países. Manford se involucró en la defensa de los derechos LGBT en 1972, a raíz de unos golpes sufridos por su hijo Morty Manford a manos de la policía durante una manifestación de la Gay Activists Alliance.
Tras dicha agresión Manford dirigió una carta al director de The New York Post, declarando «tengo un hijo homosexual y lo quiero». La carta desencadenó un alud de apoyos. Dos meses más tarde acompañó a su hijo en la Christopher Street Liberation Day Parade (predecesora del desfile del Orgullo neoyorquino), exhibiendo una pancarta en la que se leía «Padres de Gais: Uníos para Apoyar a Vuestros Hijos». La primera reunión del PFLAG (conocido entonces como "Parents of Gays" o "POG") tuvo lugar en 1973 en una iglesia local, con la asistencia de 20 personas. Hoy en día la organización cuenta con más de 350 agrupaciones locales oficiales y 200.000 miembros, en los Estados Unidos y en otros 11 países. Con los años han surgido multitud de colectivos similares a lo largo y ancho del mundo.
Jeanne Manford murió en su casa de Daly City, California, el 8 de enero de 2013 a la edad de 92 años.